# السوس (مسلسل)
السوس مسلسل تلفزيوني إجتماعي كوميدي ليبي، من تأليف أحمد الحريري وإخراج ممدوح مراد وإنتاج شركة الفجر الجديد للإنتاج الإعلامي. بطولة كل من يوسف الغرياني وإسماعيل العجيلي ولطفية إبراهيم وآخرين. بث لأول مرة على التلفزيون الليبي عام 1985م.

## الممثلون
- يوسف الغرياني.
- إسماعيل العجيلي.
- لطفية إبراهيم.
- سعد الجازوي.
- مختار الأسود.
- شعبان القبلاوي.
- خدوجة صبري.
- علي القبلاوي.
- أحمد الغزيوي.
- محمد كرازة.
- يحى عبد السلام.
- ناعسة الزرمقي.

## الجوائز
- 1993  مصر: الجائزة الثانية من مهرجان القاهرة للتلفزيون.